# Turrell (Arkansas)
Turrell es una ciudad ubicada en el condado de Crittenden en el estado estadounidense de Arkansas. En el Censo de 2010 tenía una población de 615 habitantes y una densidad poblacional de 43,82 personas por km².

## Geografía
Turrell se encuentra ubicada en las coordenadas 35°22′29″N 90°16′13″O / 35.37472, -90.27028. Según la Oficina del Censo de los Estados Unidos, Turrell tiene una superficie total de 14.04 km², de la cual 13.99 km² corresponden a tierra firme y (0.33%) 0.05 km² es agua.

## Demografía
Según el censo de 2010, había 615 personas residiendo en Turrell. La densidad de población era de 43,82 hab./km². De los 615 habitantes, Turrell estaba compuesto por el 14.47% blancos, el 85.04% eran afroamericanos, el 0% eran amerindios, el 0% eran asiáticos, el 0% eran isleños del Pacífico, el 0% eran de otras razas y el 0.49% pertenecían a dos o más razas. Del total de la población el 0.33% eran hispanos o latinos de cualquier raza.